# Apoballis hastifolia
Apoballis hastifolia är en kallaväxtart som först beskrevs av Hallier f. och Adolf Engler, och fick sitt nu gällande namn av S.Y.Wong och Peter Charles Boyce. Apoballis hastifolia ingår i släktet Apoballis och familjen kallaväxter. Inga underarter finns listade.